# Tuditanomorpha
Tuditanomorpha (лат.) — подотряд амфибий-лепоспондилов из группы микрозавров. Представители обитали с позднего карбона по раннюю пермь, их окаменелые образцы найдены в Северной Америке и Европе. У Tuditanomorpha схожий костяной узор на крыше черепа, при этом животные демонстрируют изменчивость в размерах туловища, пропорциях, зубной системе и количестве пресакральных позвонков. Выделяется четыре семейства Tuditanomorpha, из которых два монотипические. Tuditanidae впервые появляются в нижнем пенсильвании. Goniorhynchidae, Hapsidopareiidae и Trihecatontidae появляются в позднем пенсильвании и в ранней перми.
Gymnarthridae, Pantylidae и Ostodolepidae ранее рассматривались как семейства внутри Tuditanomorpha, но позднее их отнесли к группе Recumbirostra. Asaphestra, изначально считавшаяся представителем Tuditanomorpha, была классифицирована как примитивный синапсид в 2020 году.

## Классификация

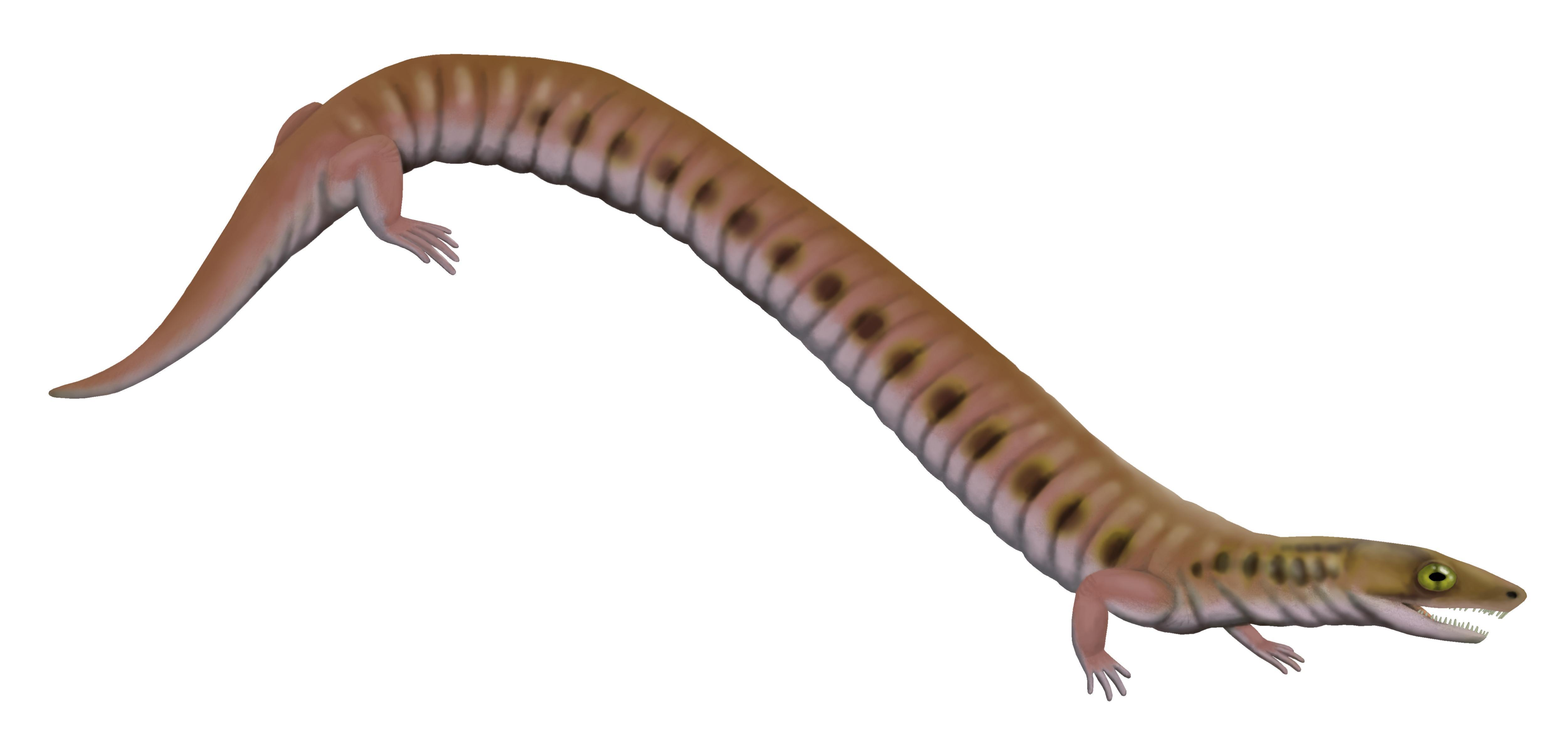
Rhynchonkos stovalli

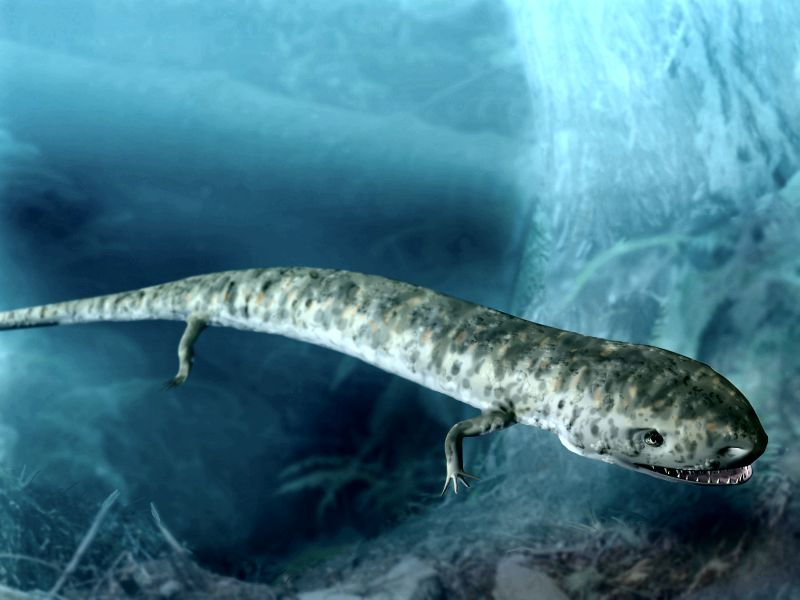
Cardiocephalus peabodyi

Подотряд Tuditanomorpha
- Семейство Goniorhynchidae
  - Rhynchonkos
- Семейство Hapsidopareiidae
  - Hapsidopareion
  - Llistrofus
  - Ricnodon
  - Saxonerpeton
- Семейство Trihecatontidae
  - Trihecaton
- Семейство Tuditanidae
  - Boii
  - Crinodon
  - Tuditanus